# Женская сборная Фарерских островов по волейболу
Женская национальная сборная Фарерских островов по волейболу (фар. Føroyska landsliðið í flogbólti hjá kvinnum, дат. Færøernes damelandsholdet volleyball) — представляет Фарерские острова на международных соревнованиях по волейболу. Управляющей организацией выступает Фарерский волейбольный союз (фар. Flogbóltssamband Føroya — FBF).

## История
Фарерский волейбольный союз — член ФИВБ и ЕКВ с 1978 года.
Первыми официальными соревнованиями, в которых приняла участие женская сборная Фарерских островов, стал волейбольный турнир в рамках первых Островных игр. Фарерские волейболистки дошли до финала, где уступили сборной Аландских островов в трёх партиях. В дальнейшем национальная команда Фарерских островов неизменно была среди участников этих мультиспортивных соревнований островных территорий, проводимых раз в два года, и неизменно входила в число призёров, 7 раз при этом выигрывая золотые медали.
Кроме этого, сборная Фарерских островов принимает участие в чемпионатах малых стран Европы, но впервые войти в число призёров этих соревнований ей удалось только в 2019 году.

## Результаты выступлений и составы

### Чемпионаты мира
- 2018 — не квалифицировалась
- 2022 — не квалифицировалась
- 2025 — не квалифицировалась

- 2018 (квалификация): Фемья Мортенсон, Биргит Гуттесен, Анна-Сара Скаалум, Урд Традара, Сусанна Лудвик, Солей Поульсен, Гудрун-Симона Йонсен, Эйна-Стефания Даниэльсен, Рут Томассен, Элизабет Пуркхус, София Пуркхус, Ханна Ольсен, Эйд Магнуссен. Тренер — Йохан-Петер О Стонгум.

### Чемпионаты Европы
Сборная Фарерских островов принимала участие только в одном квалификационном турнире чемпионатов Европы.
- 2023 — не квалифицировалась

### Чемпионаты малых стран Европы
| - 1990 — ? - 1992 — 5—6-е место - 1994 — не участвовала - 1996 — не участвовала - 1998 — не участвовала - 2000 — 8-е место - 2002 — не участвовала - 2004 — не квалифицировалась - 2007 — не квалифицировалась | - 2009 — не квалифицировалась - 2011 — не квалифицировалась - 2013 — не квалифицировалась - 2015 — 4-е место - 2017 — 5-е место - 2019 — 3-е место - 2022 — 3-е место - 2023 — не участвовала - 2024 — не участвовала |

- 2000: Хелен О Какьюни, Гудрид Нольсё, Маргит Йонсен, Винни Дьюрхунд, Тора Мортенсен, Тина Якобсен, Анника Йонсен, Марьюн Кальсё, Герда Наттестад, Хельга Нордендаль, Альвильда Олавсдоттир, Марианн Остер.
- 2015: Фемья Мортенсен, Биргит Гуттесен, Анна Хансен, Урд Традара, Карина Поульсдоттир-Дебес, Солей Поульсен, Гудрун Йонсен, Эйна-Стефания Кальсё, Аня Даниэльсен, Эва Нагата, Элизабет Пуркхус, София Пуркхус. Тренер — Бобан Илич.
- 2017: Петра Хансен, Эйдрид Хансен, Анна-Сара Скаалум-Йохансен, Магнхильд Якобсен, Солей Поульсен, Гудрун-Симона Йонсен, Ауса Фредериксберг, Аня Даниэльсен, Эстер Расмуссен, София Пуркхус, Олува Мор, Фридгерд Хансен, Сольгерд Хенриксен, Инге-Мари Расмуссен. Тренер — Ларс Энгель.
- 2019: Хильда Мортенсен, Янна Фальквард, Бора Якобсен, Барбара Поульсен, Солей Поульсен, Эва Нагата, Аня Даниэльсен, Ханна Ольсен, Анна Ларсен, София Сплидт, Сирид Антониуссен, Сусанна Лудвик, Ханна Бископстё. Тренер — Ларс Энгель.

### Евролига
До 2022 в розыгрышах Евролиги сборная Фарерских островов не участвовала.
- 2023 — 16—17-е место (7—8-е в Серебряной лиге)
- 2024 — 20-е место (8-е в Серебряной лиге)
- 2025 — 21-е место (9-е в Серебряной лиге)

### Северный чемпионат
Сборная Фарерских островов дважды участвовала в Северных чемпионатах, проводившихся в 1966—2002 по чётным годам среди сборных команд стран Скандинавии и Финляндии
- 5-е место — 1986.
- 6-е место — 1984.

### Островные игры
| - 1985 — 2-е место - 1987 — 1-е место - 1989 — 2-е место - 1991 — 3-е место - 1993 — 3-е место - 1995 — 2-е место - 1997 — 3-е место - 1999 — 1-е место | - 2001 — 1-е место - 2003 — 1-е место - 2005 — 1-е место - 2007 — 2-е место - 2009 — 1-е место - 2011 — 2-е место - 2013 — 1-е место - 2015 — 2-е место |

- 2013: Аня Даниэльсен, Бирита Йонсен, Эйна-Стефания Кальсё, София Пуркхус, Карина Поульсдоттир-Дебес, Гудрун Йонсен, Эйд Магнуссен, Ястрид Сивертсен, Биргит Гуттесен, Маргит Йонсен, Солей Поульсен, Урд Традара.
- 2015: Фемья Мортенсен, Биргит Гуттесен, Анна Хансен, Урд Традара, Карина Поульсдоттир-Дебес, Солей Поульсен, Гудрун Йонсен, Эйна-Стефания Кальсё, Аня Даниэльсен, Эва Нагата, Элизабет Пуркхус, София Пуркхус, Бирита Йонсен, Эйд Магнуссен, Ястрид Сивертсен. Тренер — Бобан Илич.

## Состав
Сборная Фарерских островов в розыгрыше Евролиги 2024
| №  | Имя, фамилия                | Год рождения | Рост | Амплуа      | Клуб                   |
| -- | --------------------------- | ------------ | ---- | ----------- | ---------------------- |
| 1  | Йоханна Кристиансдоуттир    | 2003         | 175  | нападающая  | ТБ Твёройри            |
| 3  | Янна Фальквард              | 2002         | 170  | связующая   | СИ Сёрвагур            |
| 4  | Аня Соннедоуттир-Даниэльсен | 1992         | 183  | нападающая  | «Флейр» Торсхавн       |
| 5  | Кристина Кнудсен            | 1998         | 168  | либеро      | «Флейр» Торсхавн       |
| 6  | Хенрикка Якобсен            | 2002         | 177  | нападающая  | «Дроттур» Мидвагур     |
| 8  | Милья Сильвансдоуттир       | 2004         | 178  | нападающая  | КИФ Коллафьёрдур       |
| 9  | Сирид Самсон                | 1997         | 183  | центральная | «Мьёлнир» Клаксвик     |
| 10 | Сесилия Приор               | 2000         | 183  | центральная | КИФ Коллафьёрдур       |
| 11 | Якобина Йонсен              | 2002         | 165  | либеро      | «Орхус СВ Элите» Орхус |
| 12 | Ханна Ольсен                | 1993         | 180  | нападающая  | «Флейр» Торсхавн       |
| 13 | Ребекка Хёйстед             | 2003         | 173  | связующая   | «Икаст»                |
| 14 | Ингибьёрг Муллер            | 2003         | 179  | нападающая  | «Икаст»                |
| 15 | Эльза Самуэльсен            | 2000         | 186  | нападающая  | КИФ Коллафьёрдур       |
| 16 | Никола Тофтегорд            | 2006         | 169  | нападающая  | «Мьёлнир» Клаксвик     |

- Главный тренер —  Кристиан Имхофф.
- Тренеры —  Веселин Джурович.